# Ovech Glacier
Ovech Glacier är en glaciär i Antarktis. Den ligger i Sydshetlandsöarna. Argentina, Chile och Storbritannien gör anspråk på området. Ovech Glacier ligger 1 435 meter över havet.
Terrängen runt Ovech Glacier är huvudsakligen bergig, men åt sydost är den kuperad. Havet är nära Ovech Glacier åt sydost. Trakten är obefolkad. Det finns inga samhällen i närheten. 